# Сатиєво
Сати́єво (рос. Сатыево, башк. Сатый) — село у складі Міякинського району Башкортостану, Росія. Адміністративний центр Сатиєвської сільської ради.
Населення — 590 осіб (2010; 602 в 2002).
Національний склад:
- башкири — 61%
- татари — 37%